# Henry Hoyt

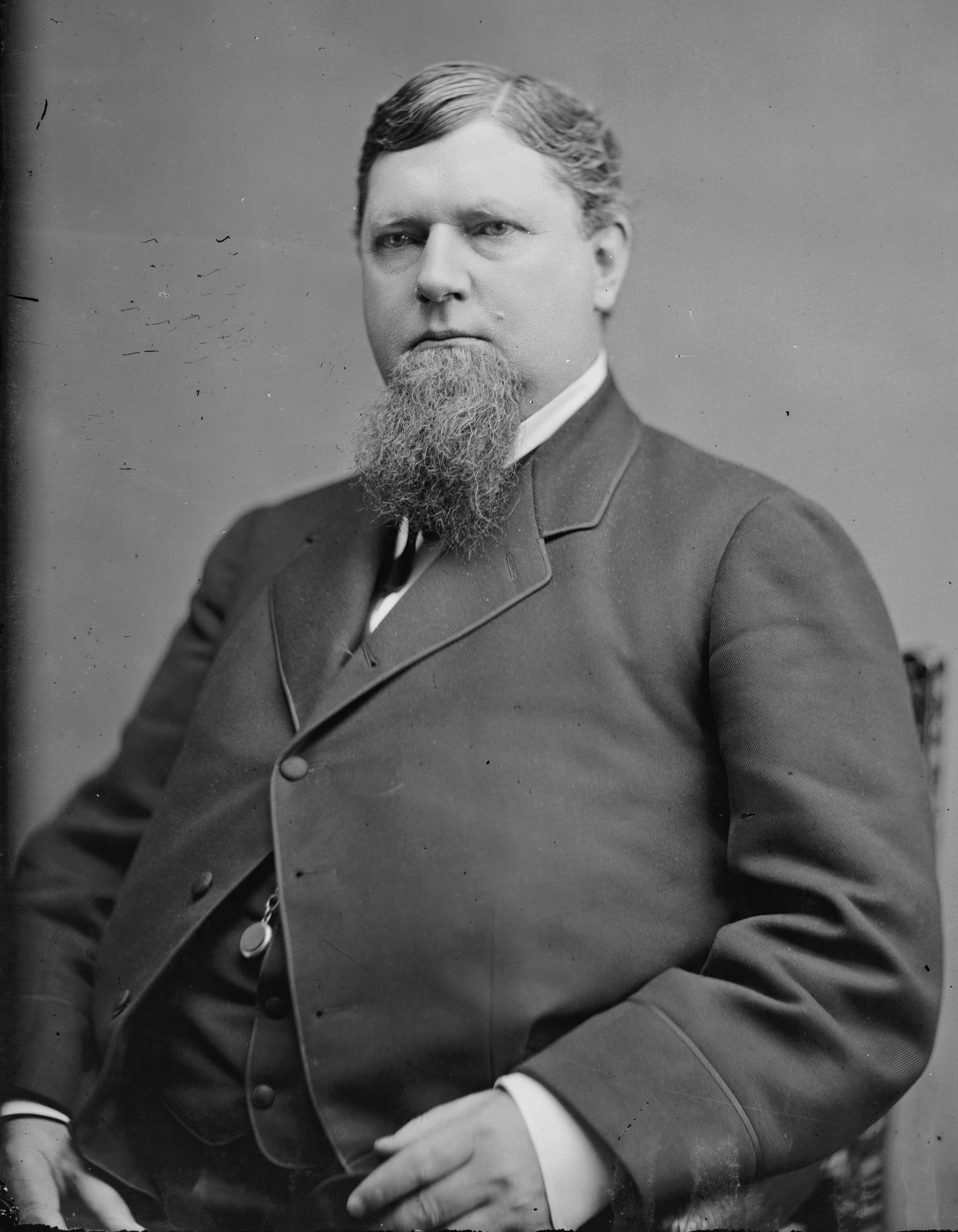
Henry Hoyt

Henry Martyn Hoyt (* 8. Juni 1830 in Kingston, Luzerne County, Pennsylvania; † 1. Dezember 1892 in Wilkes-Barre, Pennsylvania) war ein US-amerikanischer Politiker und von 1879 bis 1883 der 18. Gouverneur des Bundesstaates Pennsylvania.

## Frühe Jahre und politischer Aufstieg
Henry Hoyt studierte am Lafayette College und am Williams College. Danach wurde er Mathematiklehrer. Gleichzeitig studierte er Jura und wurde im Jahr 1853 als Rechtsanwalt zugelassen. Während des Bürgerkrieges gehörte er einen Infanterieregiment aus Pennsylvania an. Dort stieg er im Verlauf des Krieges zum Oberst und Brigadegeneral auf.
Zwischen 1867 und 1869 war Hoyt Richter im Luzerne County; im Jahr 1869 wurde er zum Steuereinnehmer im Luzerne County und im Susquehanna County ernannt. Dieses Amt hatte er vier Jahre lang inne. Zwischen 1875 und 1876 war er Vorsitzender der Republikanischen Partei von Pennsylvania. Im Jahr 1878 wurde er zum neuen Gouverneur seines Staates gewählt.

## Gouverneur von Pennsylvania
Henry Hoyt trat sein neues Amt am 21. Januar 1879 an. Er war der erste Gouverneur, der unter der 1873 verabschiedeten Verfassung amtierte und somit eine Amtszeit von vier Jahren absolvieren konnte. Zuvor waren die Amtszeiten der Gouverneure nur drei Jahre lang gewesen. In seiner Regierungszeit wurde das Haushaltsdefizit deutlich reduziert. Steuerrückstände wurden so weit wie möglich eingetrieben. Damals wurden die Eisenbahngesellschaften wegen ihrer ungerechten Frachtraten verklagt. In Hoyts Amtszeit entstand auch ein medizinischer Ausschuss (State Medical Board) in Pennsylvania, der ein Vorläufer eines Gesundheitsministeriums war.

## Weiterer Lebenslauf
Nach Ablauf seiner Amtszeit wurde er als Anwalt tätig. Außerdem gab er einige politische Bücher heraus. Henry Hoyt starb im Dezember 1892. Er war mit Mary Loveland verheiratet, mit der er drei Kinder hatte. Der 1856 geborene Sohn Henry amtierte von 1903 bis 1909 als United States Solicitor General.